# Roeselia monachalis
Roeselia monachalis är en fjärilsart som beskrevs av Adrian Hardy Haworth 1812. Roeselia monachalis ingår i släktet Roeselia och familjen trågspinnare. Inga underarter finns listade.